# Бой под Жиржином
Бой под Жиржином — бой между русскими войсками и польскими повстанцами во время восстания 1863 года.

## Бой
Русский обоз, следовавший из Ивангорода в Люблин под прикрытием поручика Левданского (2 роты второго сапёрного и ивангородского крепостного батальонов и 2 орудия) 27 июля (8 августа) около 8 часов утра, в Жиржинском лесу был атакован из засады, отрядом Крука. После упорного трехчасового боя, израсходовав все патроны, остатки русского отряда во главе с Левданским пошли на прорыв, через кольцо окружения. Пройдя 3 версты, русский отряд соединился с отрядом майора Лебедзинского. Мятежники захватили обоз практический невредимым, в результате чего им досталось более 400 штуцеров, 140 000 рублей и 2 орудия.

## Последствия
Русские понесли самые крупные потери в одном сражении за все время восстания 1863—1864 годов. По русским данным, погибли 84 человека, ещё 155 были ранены. Поляки оценивают потери русских в 181 человека погибшими, и 282 пленными, в том числе 132 ранеными, при этом по утверждению поляков часть русских солдат перешла на их сторону. Потери мятежников по польским данным составили от 10 до 40 убитых и от 50 до 100 раненых.

## Память
Погибшие были похоронены на месте боя, у шоссе. На их братской могиле был установлен деревянный крест. В 1888 году на его месте был поставлен постоянный памятник с надписью «Воинам, павшим за царя и родину в Жиржинской битве 1863 г. июля 27». В независимой Польше монумент был разрушен.
В 2017 году при постройке шоссе Люблин — Варшава были найдены останки 80 погибших в этом бою российских солдат, которые в 2019 году были перезахоронены на кладбище в Барануве, где были похоронены 156 лет тому польские повстанцы.